# Horst Bänninger
Horst Bänninger war ein deutscher Funktionär des Kulturbundes zur demokratischen Erneuerung Deutschlands.

## Leben
Er war Mitglied des Bundessekretariats des Kulturbundes der DDR in Berlin und dort Leiter der Zentralen Kommission und späteren Abteilung Natur- und Heimatfreunde. Ferner war Horst Bänninger als Sekretär im Zentralvorstand der Gesellschaft für Natur und Umwelt im Kulturbund der DDR tätig. In den 1960er Jahren war er außerdem Mitglied im Zentralen Aktiv Bauten im Dorf. In der damaligen Zeit entstand gemeinsam mit Liesel Noack das zweiteilige Buch Alte Bauten im neuen Dorf.
Von 1973 bis 1988 war Horst Bänninger Geschäftsführer des Kulturbundes der DDR. Sein Nachfolger war Hans Kathe. In dieser Funktion referierte er u. a. aus dem X. Bundeskongress des Kulturbundes der DDR in Dresden am 17. und 18. Juni 1982.

## Schriften (Auswahl)
- Zehn Jahre Kulturbund. In: AdA 5 (1955), S. 24ff.
- Naturschutz in der Sowjetunion. Deutscher Kulturbund, Kommission Natur- und Heimatfreunde des Präsidialrates, Zentraler Fachausschuß Landschaftsgestaltung, Naturschutz und Dendrologie, [Berlin] 1962.
- (mit Liesel Noack): Alte Bauten im neuen Dorf, Teil 1. Deutscher Kulturbund, Zentrale Kommission Natur und Heimat des Präsidialrates, Zentrales Aktiv Bauten im Dorf, Berlin 1963.
- (mit Liesel Noack): Alte Bauten im neuen Dorf, Teil 2. Deutscher Kulturbund, Zentrale Kommission Natur und Heimat des Präsidialrates, Zentrales Aktiv Bauten im Dorf, Berlin 1964.